# Peggy Lejonhjärta
Peggy Lejonhjärta är ett svenskt popband som bildades 2000 av Henrik Nilsson (sång, gitarr) och Torbjörn Nilsson (trummor), samt Johan Persson (gitarr, klaviatur) och Jon-Erik Liw (bas).

## Karriär
2002 utnämndes de av Sveriges Radio P3 till månadens bästa band, hösten 2004 släpptes deras debutalbum Viskningar och rop som lovordades av kritiker.
2009 framförde bandet en låt i Per Sinding-Larsens musikblogg PSL, tillsammans med Markus Krunegård och Lowood och 2015 genomförde bandet en kort återförening då man spelade på musikfestivalen Eneby Rock den 15 augusti.